# Varicorhinus ruwenzorii
Varicorhinus ruwenzorii is een straalvinnige vissensoort uit de familie van de eigenlijke karpers (Cyprinidae). De wetenschappelijke naam van de soort werd voor het eerst geldig gepubliceerd in 1909 door Jacques Pellegrin.